# ایستگاه راه‌آهن کلاپام های استریت
ایستگاه راه‌آهن کلاپام های استریت (انگلیسی: Clapham High Street railway station) یک ایستگاه راه‌آهن در شهر لندن، انگلستان است.
این ایستگاه که در ناحیه کلاپام قرار دارد در سال ۱۸۶۲ میلادی تأسیس شده و جزئی از خط جنوب متروی زمینی لندن و راه‌آهن انگلستان است.